# 애리조나 준주
애리조나 준주(Arizona Territory)는 1863년부터 1912년까지 존재한 미국의 자치령, 즉 준주이다.

## 개요
애리조나 준주는 뉴멕시코 준주와 분리하는 것에 대한 수 많은 논쟁 후에 탄생했다. 1861년부터 워싱턴 D. C.에서 미합중국 영토라고 선언한 1863년까지 2년간 남부 동맹의 애리조나 준주도 존재했다. 두 준주도 서로 겹치게 되었지만, 그 영토 경계는 전혀 같지가 않았다. 2개의 준주는 모두 남북 전쟁 서부 전선에서 중요한 역할을 했다.

## 역사
1853년 개즈던 매입에 의해 뉴멕시코 준주를 확장한 후에 준주의 영토를 분할하자는 제안과 남부 절반의 준주를 분리된 애리조나 준주의 땅으로 편입하자는 제안이 1856년 진행되었다.

## 같이 보기
- 남북 전쟁
- 아파치 전쟁
- 개즈던 매입
- 멕시코-미국 전쟁